# Guci (Bumijawa)
Guci is een bestuurslaag in het regentschap Tegal van de provincie Midden-Java, Indonesië. Guci telt 3.675 inwoners (volkstelling 2010).

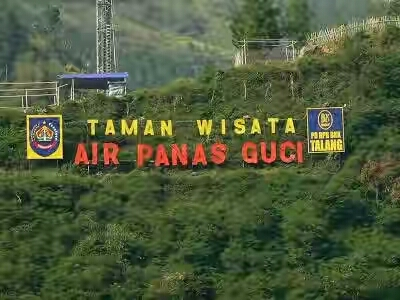
Tegal Guci OW

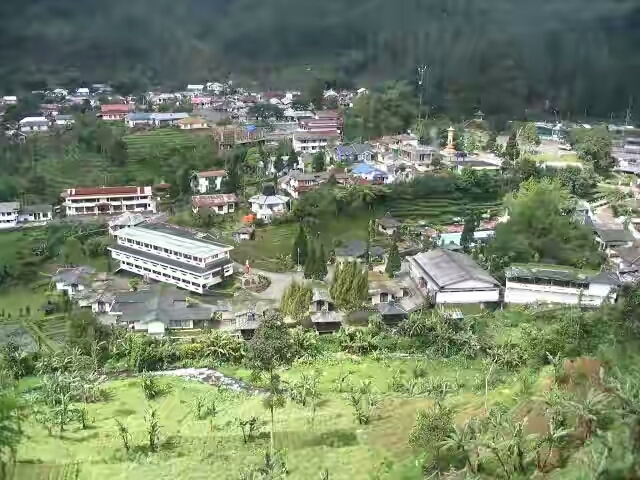
Tegal Guci